# Jurij Valentyinovics Loncsakov
Jurij Valentyinovics Loncsakov (orosz: Юрий Валентинович Лончаков; Balkas, 1965. március 4.–) orosz űrhajós, ezredes.

## Életpálya
A Kazah SZSZK Zsezkazgani területén (ma Karagandi terület) Balkas városban született. 1978–1982 között a szovjet Honvédelmi Szövetség (DOSZAAF) rádiós iskolájában szerzett diplomát. 1996-ban az Orenburgi Katonai Repülő Iskolát kitüntetéssel végezte. A Balti Flotta állományába tartozó egység pilótája. Több mint 1500 órát töltött a levegőben, elvégzett 526 ejtőernyős ugrás. Szolgálati repülőgépei a Jak–52, L–29, L–39,  Szu–24, A–50, Tu–16 és a Tu–134 voltak.
1998-ban a légierő Katonai Akadémiáján kitüntetéssel végzett. 2004-ben a műszaki tudományok kandidátusa. 2006-tól az orosz Tudományos Akadémia tagja. 2010-ben a tudományok doktora.
1997. július 28-tól részesült űrhajóskiképzésben a Lyndon B. Johnson Űrközpontban, valamint a Jurij Gagarin Űrhajós Kiképző Központban (CPK). Három űrszolgálata alatt összesen 200 napot, 18 órát, 38 percet és 50 másodpercet töltött a világűrben. Két űrséta (kutatás, szerelés) alatt összesen 10 órát és 17 percet töltött az űrállomáson kívül. 2003. október 27-től a (CPK) űrhajós osztályának parancsnoka. 2012-ben nyugállományba került.

## Űrrepülések
- STS–100 az Endeavour űrrepülőgép küldetés specialistája. Egyéb anyagok (létfenntartás, csereeszközök, műszerek) mellett az űrrepülőgép szállította a Canadarm2 robotkart. Az űrszolgálat időtartama 11 nap, 21 óra, 31 perc és 14 másodperc.
- Szojuz TMA–1 űrhajó fedélzeti mérnöke. Az űrszolgálat időtartama 10 nap, 20 óra, 53 perc és 9 másodperc. Szojuz TM–34 fedélzetén tért vissza bázisára.
- Szojuz TMA–13 űrhajó parancsnoka. Az űrszolgálat időtartama 178 nap, 00 óra, 14 perc és 27 másodperc.

### Tartalék személyzet
Szojuz TMA–1  parancsnoka.

## Kitüntetések
- Megkapta az Arany Csillag kitüntetést.